# Shota Hasunuma
Shota Hasunuma (蓮沼 翔太 Hasunuma Shota?), född 15 oktober 1993 i Ibaraki prefektur, är en japansk fotbollsspelare.
Hasunuma började sin karriär 2016 i Fukushima United FC. 2017 flyttade han till Veertien Mie.